# Jirón Apurímac (Lima)
El jirón Apurímac es una calle del Damero de Pizarro en el centro histórico de Lima, capital del Perú. Se extiende desde el jirón Carabaya hacia el este, a lo largo de tres cuadras.

## Historia
La vía que hoy constituye el jirón Apurímac fue tendida por el conquistador Francisco Pizarro cuando fundó la ciudad de Lima el 18 de enero de 1535. Aunque no fue sino hasta el siglo XIX que le fue dado el nombre que ostenta. En su inicio sólo contaba con cuatro cuadras. 
En 1857 se levantó en la segunda cuadra de esta vía la primera fábrica de gas para el alumbrado público de Lima.

## Nombres antiguos de las cuadras del jirón Apurímac
Desde la fundación de Lima y hasta el año 1862, las calles en Lima tenían un nombre por cada cuadra. Así, una misma vía era, en realidad, varias calles. Es por ello que, antes de que la vía fuera llamada Jirón Apurímac, cada una de sus 4 cuadras tenía un nombre distinto.
- Cuadra 1: llamada San Cristóbal por una capilla que existió en el siglo XVII y que quedara destruida en el terremoto del 1746. Actualmente esta cuadra no forma parte del jirón Apurimac sino que es el lado norte de la Plaza San Martín.
- Cuadra 2: llamada Cueva por don Alfonso de la Cueva y Ponce de León que vivió ahí en el siglo XVIII.
- Cuadra 3: llamada Corazón de Jesús por la capilla levantada ahí el año 1754 y que fue la primera iglesia construida con esa advocación.
- Cuadra 4: llamada Chacarilla sin datos precisos sobre ese nombre aunque se presume que se debía a que en esa parte empezaban ya las chacras que rodeaban a la ciudad. En esta calle fueron fundados el Colegio Nacional Nuestra Señora de Guadalupe y el Colegio Nacional Alfonso Ugarte.

## Recorrido
La primera cuadra del jirón Apurímac se inicia con la numeración de segunda cuadra. Ello debido a que su primera cuadra hoy ha desaparecido y forma parte de los portales de la Plaza San Martín. Su segunda cuadra fue transformada en vía peatonal en el año 2006 y está rodeada de edificios de estilo afrancesado ya que mantienen el estilo arquitectónico de la mencionada plaza. Esos edificios que en unicio alojaban oficinas hoy son parcialmente ocupadas por viviendas.
El trazo se ve fracturado por el jirón Lampa por lo que las cuadras tres y cuatro no siguen la recta de la cuadra dos. En la esquina con el jirón Azángaro se encuentra la iglesia de los Huérfanos y continua atrás del edificio Alzamora Valdez que actualmente aloja a Corte Superior de Justicia de Lima.